# Harpalus hatchi
Harpalus hatchi är en skalbaggsart som beskrevs av Ball och Anderson. Harpalus hatchi ingår i släktet Harpalus och familjen jordlöpare. Inga underarter finns listade i Catalogue of Life.